# РТЛМ
Радио-телевизија Ослобођења хиљаду брежуљака је била радио станица из Руанде која се емитовала од 8. јула 1993. до 31. јула 1994, и која је одиграла важну улогу током Руанданског геноцида, април-јул 1994.
Хиљаду брежуљака у називу радија означава француски назив за Руанду (Земља хиљаду брежуљака). Радио је примао помоћ од стране Радио Руанде, који је био под контролом владе, која је дозволила овом радију да користи њене преносне уређаје.
Веома слушан, овај радио је пропагирао мржњу против Тутсија, умерених Хутуа, Белгијанаца и УН мисије УНАМИР.

## Пре геноцида
РТЛМ је основан 1993. који је првобитно био препрека између мировних преговора Жувенал Хабијаримане чија је фамилија потпомагала радио-станицу и Тутског Руанданског Патриотског Фронта. Она је у почетку емитовања била претежно музичкки радио који је привукао омладину руанде која ће се касније масовно прикључивати Интерахамвеу.